# OM (宣教団体)
OM（Opertation Mobilization）は、キリスト教の世界規模の宣教団体である。
1956年にアメリカ人の大学生ジョージ・バウアー(George Verwer)が始めた。バウアーは他の学生と共に、夏休みを利用してメキシコに伝道旅行に出かけ、スペイン語のヨハネの福音書を1万部配布した。多くの反応があったので、引き続きメキシコへの伝道旅行を行った。
数年後にキリスト教書店、ラジオ放送がなされるようになった。1958年に法人組織化され、"Send the Light"と命名された。
1960年にバウアーと妻ドレーナーと数人の青年は、伝道のためにスペインに出かけた。2年間で2000人以上の人々が福音を求めるようになり、聖書の通信講座を受講した。そして、マドリードにキリスト教書店が開設された。
さらに、短期間の宣教師を用いて世界宣教を行う組織に改編、"Operation Mobilization"という名前になった。200人以上の若者がヨーロッパ中からパリに集まり、祈りと聖書研究を行い、チームを組んでヨーロッパ伝道を行った。
イスラム教国伝道に初期から関心を向け、1961年にはトルコへ最初の宣教師を派遣した、さらにイランやアフガニスタンに宣教師を派遣し、文書伝道、聖書研究グループ、教会形成などを行った。アフガニスタン紛争の結果生まれた難民のための救援活動も行った。
さらに、活動の拠点をベルギーからドイツのモースバッハに移し、700人のフルタイムワーカーが活動している本拠地になっている。
1970年に世界宣教と青年の訓練のために福音船ロゴスを取得した。ロゴスは東南アジア、中国、日本などを訪れて福音書籍を販売した。1977年にはドゥロスを取得した。
現在85を超える国々で活動を続けており、2800名の宣教スタッフがいる。
日本ではOM日本が活動しており、内灘聖書教会の酒井信也牧師が日本総主事を務める。